# Roumanie au Concours Eurovision de la chanson 2021
La Roumanie est l'un des trente-neuf pays participants du Concours Eurovision de la chanson 2021, qui se déroule à Rotterdam aux Pays-Bas. Le pays est représenté par la chanteuse ROXEN et sa chanson  Amnesia, sélectionnées en interne par le diffuseur roumain TVR. Le pays se classe 12e avec 85 points en demi-finale, ne parvenant pas à se qualifier pour la finale.

## Sélection
Le diffuseur roumain TVR annonce sa participation à l'Eurovision 2021 le 31 mars 2020. Le pays confirme dès lors la reconduction de ROXEN comme représentante du pays après l'annulation de l'édition 2020. Sa chanson, intitulée Amnesia, est publiée le 4 mars 2021.

## À l'Eurovision
La Roumanie participe à la première demi-finale, le 18 mai 2021. Y recevant 85 points, le pays se classe 12e et ne parvient pas à se qualifier en finale.